# Tecsun
Tecsun Co., Ltd. - китайська компанія, заснована у 1994 році зі штаб-квартирою в місті Дунгуань, Кантон.  Розробляє та виготовляє радіоприймачі, починаючи від простих портативних AM / FM і закінчуючи більш складними цифровими блоками з можливістю короткохвильових, довгохвильових, повітряних смуг та SSB. Частина їх продуктів ребрендирована та продається корпорацією Eton. Також Tecsun володіє популярною компанією радіоприймачів Degen.

## Історія
У 1994 році компанія Desheng була зареєстрована та створена.
У 1996 році Tecsun отримав ліцензію на якість експортної продукції.
З 1996 року Tecsun почав випускати радіостанції для міжнародних виробників відомих брендів, а також виробляв експортну продукцію під власною маркою.
Наразі радіопродукція експортується до США, Канади, Росії, В'єтнаму, М'янми, Близького Сходу, Європи та інших країн та регіонів.
У 1998 році отримав ліцензію на радіовиробництво.
У 2000 році вона отримала міжнародну сертифікацію системи якості ISO9000, і всі радіопродукти компанії Desheng подали заявки на патенти в країні та за кордоном. Продукти, що стосуються безпеки, отримали сертифікацію CCC, а товари, що експортуються, також отримали стандарти FCC у США та стандарти FTZ у Німеччині.
З 1995 по 2006 рік Tecsun послідовно випускав десятки радіопродуктів, включаючи FM/AM радіо, цифрове радіо, короткохвильове радіо з подвійним перетворенням, багатодіапазонне радіо з цифровим дисплеєм, радіо з ручним управлінням, радіостанції та професійні радіостанції тощо, а також радіостанції OEM для Eaton у Сполучених Штатах.
У 2002 році Народним урядом Дунгуаня він був нагороджений Підрозділом вдосконаленого оподаткування приватних підприємств у Дунгуані.
У вересні 2004 року Бюро з питань якості та технічного нагляду провінції Гуандун оцінило його як відомий бренд у провінції Гуандун та одне з 50 найбільших приватних підприємств муніципального уряду Дунгуаня.
У 2005 році торгова марка "Desheng" була визнана відомою торговою маркою в провінції Гуандун Адміністрацією провінції Гуандун.
У 2006 році, затверджені Державним управлінням промисловості та торгівлі та Національною комісією з питань розгляду та винесення торгових марок, торгові марки "Desheng" та "TECSUN" були визнані "Китайськими відомими товарними знаками".

## Продукція

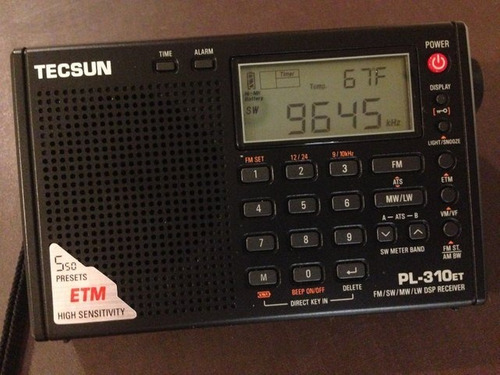
Один з найпопулярніших бюджетних приймачів Tecsun PL-310ET

Компанія Tecsun славиться своїми радіоприймачами вже більше 20 років. Найпопулярнішим радіоприймачем є модель PL-310 випущена у 2010 році. Згодом версія отримала функцію ETM (Easy Tuning Mode) та почала називатись PL-310ET. Крім того у компанія випускає безліч версій та модифікацій своїх радіоприймачів й іноді оновлює вже застарілі дуже популярні моделі. У 2020 році вийшла нова модель PL-330 головною особливістю якого є SSB та використання акумулятора замість батарейок.